# Patrícia Scalvi
Vera Lúcia de Sousa (São Paulo, 11 de novembre de 1954), més coneguda pel nom artístic Patrícia Scalvi, és una actriu, dobladora i directora de doblatge brasilera.
Al seu currículum hi ha pel·lícules dels anys 70 i 80, realitzades a l’anomenada Boca do Lixo paulistana, pel·lícules de baix pressupost i amb un fort atractiu sexual, com Noite em Chamas (1977), Tara - Prazeres Proibidos (1979), A Noite das Taras (1980), Convite ao Prazer (1980), Os Indecentes (1980), Como Faturar a Mulher do Próximo (1981), Eros, o Deus do Amor (1981), Profissão Mulher (1982), Amor, Palavra Prostituta (1982), Tessa, a Gata (1982), Doce Delírio (1983) e Instinto Devasso (1985), entre altres pel·lícules del gènere.
Fou dirigida per noms com Jean Garrett, David Cardoso, John Doo, Luiz Castellini (amb qui va estar casada), Fauzi Mansur, Antonio Meliande (va arribar a ser un prestigiós director de fotografia), Cláudio Cunha, Walter Hugo Khouri e Carlos Reichenbach, entre d'altres. El 1984, Patrícia va estrenar una telenovel·la Meus Filhos, Minha Vida, a SBT.
Actualment, Patrícia Scalvi és un dels actrius de veu i directores de doblatge més reconeguts del Brasil. Les produccions considerades "complicades" per treballar-hi, com el redoblatge de la sèrie mexicana Chaves e Chapolin per al mercat de DVD, estaven en mans de l'actriu, que va acabar sent lloada fins i tot pels fans més tradicionals de les produccions. Com a actriu de veu, també va rebre elogis d’importants directors, com Hayao Miyazaki, guanyador d'Oscar per El vaitge de Chihiro, que va escollir la veu de Patrícia per a protagonista Sophie, des de l’adolescència fins a la vellesa, en la versió brasilera d'animació O Castelo Animado. Patrícia també és un dels actors de veu favorits de Pedro Almodóvar, que es dedica a comprovar com havien quedat les seves pel·lícules a la "versió brasilera". Va interpretar papers com La mala educación (personatge de monja) i Todo sobre mi madre (la protagonista).

## Filmografia[4]
| Any  | Títol                            | Paper               |
| ---- | -------------------------------- | ------------------- |
| 1971 | O Paraíso Proibido               | Juliana             |
| 1977 | Dezenove Mulheres e Um Homem     | Cecília             |
| 1977 | Noite em Chamas                  | Telefonista         |
| 1977 | Presídio de Mulheres Violentadas | Tininha             |
| 1978 | As Amantes Latinas               | Lúcia               |
| 1978 | Ninfas Diabólicas                | Circe               |
| 1978 | Reformatório das Depravadas      | Celeste             |
| 1979 | O Caçador de Esmeraldas          | Ana de Garcia Paes  |
| 1979 | Sexo Selvagem                    | Analy               |
| 1979 | Tara - Prazeres Proibidos        | Helena              |
| 1980 | A Noite das Taras                | Cibele Marcondes    |
| 1980 | Bacanal                          |                     |
| 1980 | Convite ao Prazer                |                     |
| 1980 | Corpo Devasso                    | Mônica              |
| 1980 | O Fotógrafo                      | Patrícia            |
| 1980 | Orgia das Taras                  | Sílvia              |
| 1980 | Os Indecentes                    | Marilda             |
| 1981 | Como Faturar a Mulher do Próximo | Margaux             |
| 1981 | Duas Estranhas Mulheres          | Diana               |
| 1981 | Eros, o Deus do Amor             | Renata              |
| 1981 | Pornô!                           | Helena              |
| 1982 | A Reencarnação do Sexo           | Patrícia            |
| 1982 | Amor, Palavra Prostituta         | Rita                |
| 1982 | Escrava do Desejo                | Vivian              |
| 1982 | Ousadia                          |                     |
| 1982 | Profissão Mulher                 | Nathalia            |
| 1982 | Tessa, a Gata                    | Debora              |
| 1982 | Viúvas Eróticas                  | Magnólia            |
| 1983 | A Mulher-Serpente e a Flor       |                     |
| 1983 | Doce Delírio                     | Juliana             |
| 1984 | Elite Devassa                    | Luísa               |
| 1984 | Sexo Animal                      |                     |
| 1985 | Instinto Devasso                 | Miranda/Maria Alice |
| 1995 | Eternidade                       | Lacretelle          |